# Jack Haley
Pour les articles homonymes, voir Jack Haley (homonymie).
Jack Haley est un acteur américain de théâtre, de radio et de cinéma né le 10 août 1897 à Boston et décédé le 6 juin 1979 à Los Angeles.

## Biographie
Jack Haley est surtout connu pour son rôle de l'Homme de fer dans Le Magicien d'Oz.

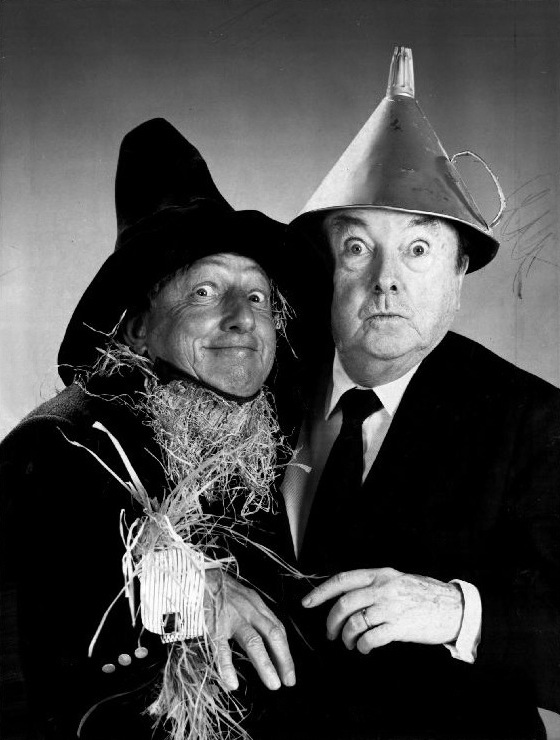
Jack Haley (à droite) avec Ray Bolger commémorant en 1970 leurs personnages du Magicien d'Oz.

## Filmographie partielle
- 1933 : Mr. Broadway de Johnnie Walker : lui-même
- 1935 : Spring Tonic de Clyde Bruckman
- 1936 : Parade du football (Pigskin Parade) de David Butler : Winston « Slug » Winters
- 1936 : F-Man d'Edward F. Cline : Johnny Dime
- 1936 : Pauvre Petite Fille riche (Poor Little Rich Girl) d'Irving Cummings : Jimmy Dolan
- 1937 : Charmante Famille (Danger - Love at work) de Otto Preminger : Harry MacMorrow
- 1938 : La Folle Parade (Alexander's Ragtime Band) de Henry King : Davey Lane
- 1938 : Monsieur tout-le-monde (Thanks for Everything) : Henry Smith
- 1938 : Mam'zelle vedette (Rebecca of Sunnybrook Farm) d'Allan Dwan : Orville Smithers
- 1939 : Le Magicien d'Oz de Victor Fleming : Hickory / l'Homme de fer
- 1941 : Soirs de Miami (Moon Over Miami) de Walter Lang : Jack O'Hara
- 1941 : Nuits joyeuses à Honolulu (Navy Blues) de Lloyd Bacon : Powerhouse Bolton
- 1942 : Mabok, l'éléphant du diable (Beyond the Blue Horizon) d'Alfred Santell : Squidge Sullivan
- 1943 : Amour et Swing (Higher and Higher) de Tim Whelan : Mike, le valet
- 1946 : People are Funny de Sam White (en) : Pinly Wilson
- 1970 : Norwood de Jack Haley Jr.